# Óblast de Riazan
L'óblast de Riazan (en rus Ряза́нская о́бласть, transliterat Riazànskaia óblast) és un subjecte federal de Rússia.